# Charles Colson
Charles Wendell Colson, chiamato talora Chuck Colson (Boston, 16 ottobre 1931 – Falls Church, 21 aprile 2012), è stato un politico e predicatore statunitense.

## Biografia
Dopo aver servito come ufficiale nel Corpo dei Marine dal 1951 al 1953, Colson lavorò dapprima nel Dipartimento della Marina (1953-1956) e successivamente per il senatore repubblicano Leverett Saltonstall (1956-1961) e per una società di avvocati di Washington (1961-1969). Nel 1969 fu nominato dal presidente Nixon consigliere giuridico della Casa Bianca. Come uno dei principali collaboratori di Nixon, Colson fu implicato nelle attività illegali di spionaggio ai danni del Partito Democratico; coinvolto nello scandalo Watergate, fu condannato a tre anni di prigione. Fu poi condannato ad altri sette mesi per spionaggio ai danni dell'economista Daniel Ellsberg: Colson aveva mandato infatti i suoi uomini nello studio di uno psichiatra affinché rubassero la cartella clinica di Ellsberg e poi utilizzassero le informazioni contro l'esponente liberal.
Liberato dopo aver scontato solo sette mesi di prigione, Colson rivelò di aver ritrovato in prigione la fede cristiana. Divenne divulgatore dell'evangelicismo con interventi sui mezzi di comunicazione di massa e con libri, ed espresse posizioni della destra conservatrice in politica. Fondò l'associazione Prison Fellowship per l'assistenza ai detenuti, agli ex detenuti e alle loro famiglie. Nel 1993 ricevette il Premio Templeton per la sua attività in ambito religioso. È scomparso nel 2012 all'età di 80 anni a seguito di un'emorragia cerebrale

## Scritti
- Born Again, Chosen Books, 1976, ISBN 978-0-8007-9459-0
- Life Sentence, Chosen Books, 1979, ISBN 0-8007-8668-8
- Loving God, HarperPaperbacks, 1983, ISBN 0-310-47030-7
- (con Ellen Santilli Vaughn), Kingdoms in Conflict, William Morrow & Co, 1987, ISBN 0-688-07349-2
- (con Ellen Santilli Vaughn), Against the Night: Living in the New Dark Ages, Servant Publications, 1989, ISBN 0-89283-309-2
- (with Jack Eckerd), Why America Doesn't Work, Word Publishing, 1991, ISBN 0-8499-0873-6
- (con Ellen Santilli Vaughn), The Body: Being Light in Darkness, Word Books, 1993, ISBN 0-85009-603-0
- A Dance with Deception: Revealing the truth behind the headlines, Word Publishing, 1993, ISBN 0-8499-1057-9
- (con Richard John Neuhaus), Evangelicals and Catholics Together: Toward a Common Mission, Thomas Nelson, 1995, ISBN 0-8499-3860-0
- (con Ellen Santilli Vaughn), Being The Body, Thomas Nelson, 1996, ISBN 0-8499-1752-2
- Burden of Truth: Defending the Truth in an Age of Unbelief, Tyndale House, 1998, ISBN 0-8423-3475-0
- (con Nancy Pearcey and Harold Fickett), How Now Shall We Live, Tyndale House, 1999, ISBN 0-8423-1808-9
- Justice That Restores, Tyndale House, 2001, ISBN 0-8423-5245-7
- (con William A. Dembski), The Design Revolution: Answering the Toughest Questions About Intelligent Design, 2004, ISBN 0-8308-2375-1
- The Good Life, Tyndale House, 2005, ISBN 0-8423-7749-2
- (con Harold Fickett), The Faith, Zondervan, 2008, ISBN 0-310-27603-9
- The Sky Is Not Falling: Living Fearlessly in These Turbulent Times, Worthy Publishing, 2011, ISBN 978-1936034-543